# Tiroteos de Langley de 2022
Los tiroteos de Langley de 2022 sucedieron el 25 de julio de 2022, cuando ocurrieron múltiples tiroteos en la ciudad de Langley y el distrito de Langley en Columbia Británica, Canadá. Dos personas murieron en los tiroteos y otras dos resultaron heridas. El tirador, que era conocido por la policía, fue localizado más tarde cerca del centro comercial Willowbrook y murió en un tiroteo con la Real Policía Montada de Canadá Langley (RCMP) y el Equipo de Respuesta de Emergencia de Lower Mainland.

## Tiroteos

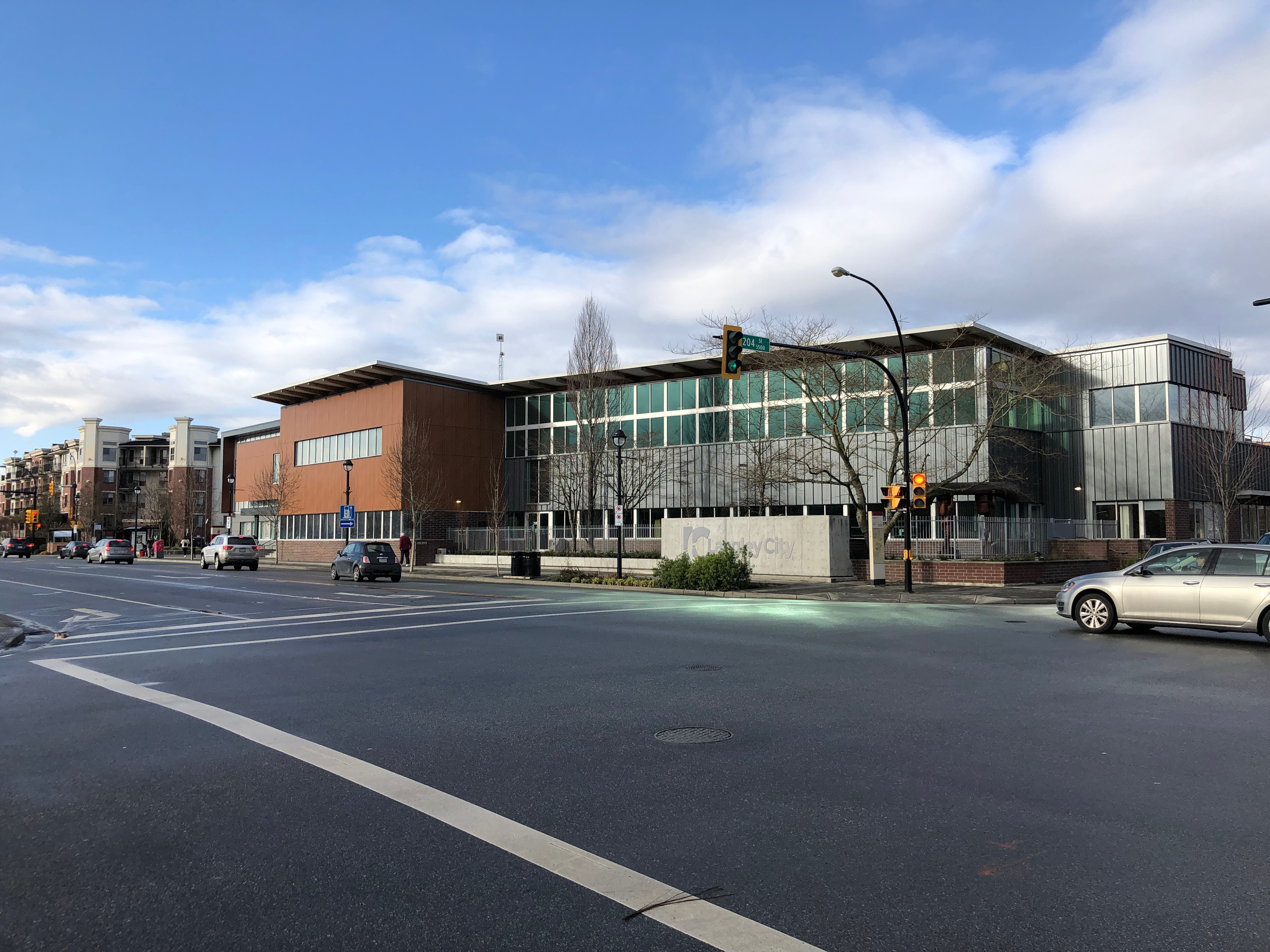
Ayuntamiento de Langley, cerca del primer tiroteo

A las 6:20 a. m. (PDT) se emitió una alerta de teléfono celular de emergencia en todo Lower Mainland anunciando que se habían producido múltiples tiroteos en el centro de Langley, y que también se informó de un tiroteo en el municipio adyacente de Langley. La alerta también mencionaba que la policía estaba buscando a un hombre blanco de cabello oscuro vestido con overoles marrones Carhartt y una camisa de camuflaje azul y verde con un logotipo rojo en la manga derecha.
Según la RCMP de Columbia Británica, el tiroteo comenzó a la medianoche del 25 de julio en el estacionamiento del Cascades Casino en Fraser Highway, donde una mujer herida fue encontrada en estado crítico. A las 3:00 a. m. un hombre fue asesinado en un sitio de vivienda de apoyo en 200 Street y 64 Avenue. El tirador se dirigió al circuito de autobuses de Langley en Logan Avenue y Glover Road, y disparó fatalmente a un segundo hombre alrededor de las 5:00 a. m. Alrededor de las 5:45 a. m., el perpetrador condujo hasta el Langley Bypass, cerca del centro comercial Willowbrook, en un automóvil blanco. Mientras estaba allí, hirió a otro hombre disparándole en la pierna. Poco antes de las 7:20 a. m., el perpetrador murió en un tiroteo con la policía en el mismo lugar. Posteriormente fue identificado como Jordan Daniel Goggin, de 28 años, de Surrey, Columbia Británica. Tres de las víctimas no tenían hogar.
Otra alerta de emergencia fue enviada a las 7:20 a. m. advirtiendo a los residentes que evitaran el centro de Langley mientras las autoridades investigaban si había o no más tiradores.

## Víctimas
Las dos víctimas fallecidas fueron Paul David Wynn, de 60 años, y Steven Furness, de 43. El 26 de julio de 2022, se realizó una vigilia informal por las víctimas, a la que asistieron 100 personas. Otra vigilia por las víctimas fallecidas se llevó a cabo el 3 de agosto de 2022 en Innes Corners Plaza en la esquina noroeste de 204 Street y Fraser Highway.
Las dos víctimas heridas, una mujer y un hombre de 26 años, fueron tratados por sus heridas en el hospital.

## Perpetrador
El autor de los disparos fue Jordan Daniel Goggin (1993/1994 – 25 de julio de 2022), un residente de 28 años de Surrey, Columbia Británica, una ciudad al oeste de Langley. Era conocido por la policía, pero no criminalmente. Goggin no tenía antecedentes penales en Columbia Británica antes del tiroteo, pero fue acusado de una demanda en Cloverdale. La demanda, que se inició en noviembre de 2020, fue presentada por una mujer que supuestamente resultó herida en un accidente automovilístico de Delta causado por Goggin el 15 de septiembre de 2018. La demanda estaba programada para ir a juicio en febrero de 2023.

## Respuesta
En un artículo de opinión de CBC el 31 de julio, la exministra de salud de Manitoba, Sharon Blady, sugirió que los tiroteos se inspiraron en las afirmaciones hechas por el podcaster estadounidense Joe Rogan sobre disparar a personas sin hogar.
En una vigilia por las víctimas el 3 de agosto, un portavoz del grupo de defensa de las personas sin hogar Kimz Angels abogó por una vivienda más segura para las personas sin hogar. El alcalde de la ciudad de Langley, Val van den Broek, dijo: «La gente no debería vivir en las calles como animales. Está tan mal».